# Transmission (event)

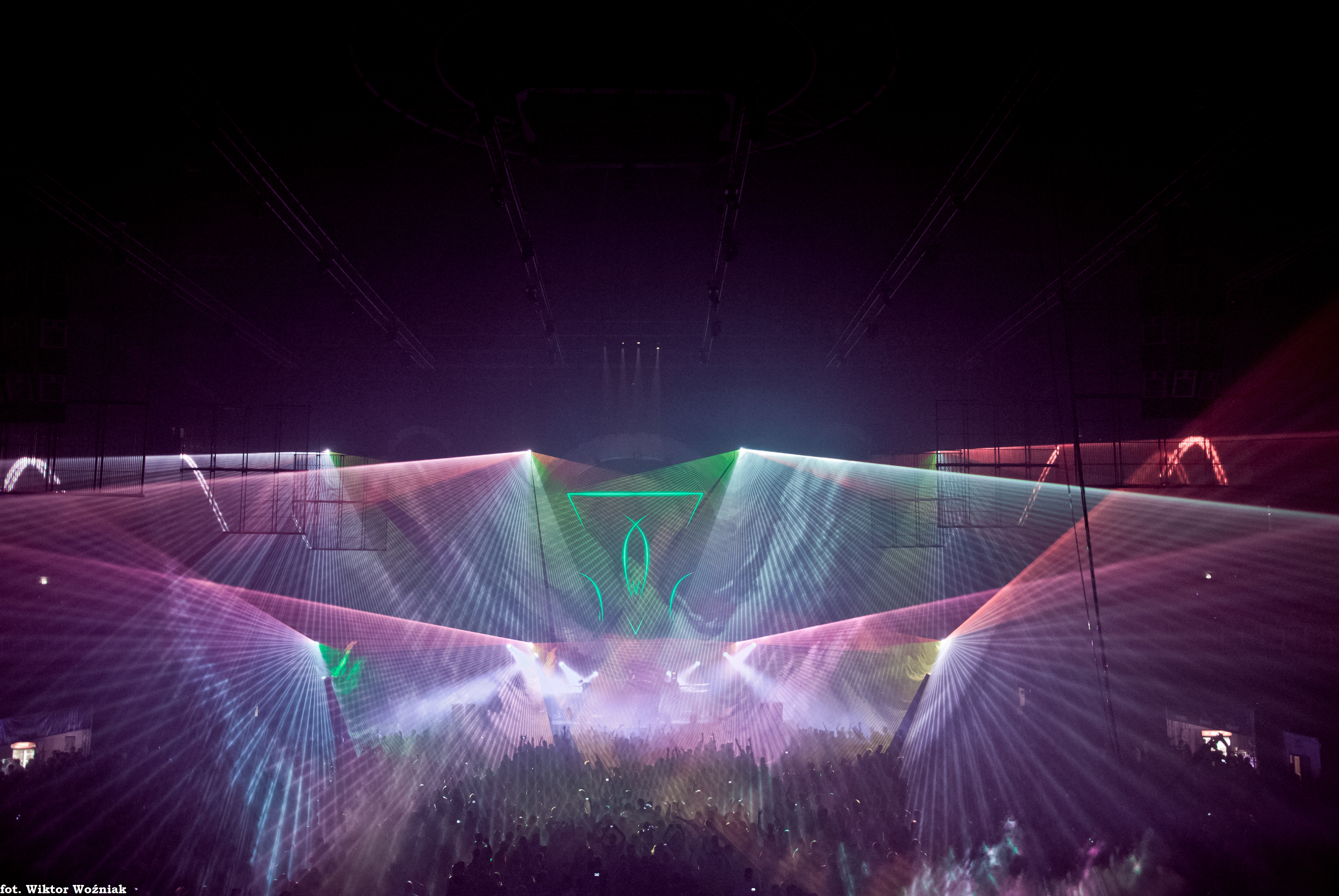
Transmission 2012 – o2 Arena Praga

Transmission – cykliczny festiwal muzyki trance, odbywający się w halach. Impreza ta organizowana jest przez agencję United Music, która odpowiadała również między innymi za czeską edycję Sensation. Transmission słynie z synchronizowanych pokazów świetlnych, laserowych oraz efektów pirotechnicznych czyniących ją pod tym względem jedną z najlepszych imprez halowych na świecie, a także nagłośnienia Funktion One, które organizatorzy przywożą na tę okazję z Anglii. Za oprawę wizualną odpowiada holenderska grupa Vision Impossible.
Co roku zmienia się temat przewodni imprezy.
Event rozpoczyna z reguły tzw. warm-up podczas którego najczęściej występuje czeski dj, po czym następuje oficjalne otwarcie imprezy. Set każdego z występujących artystów poprzedza intro, zsynchronizowane z dźwiękiem, oświetleniem hali oraz laser-show połączonym z efektami pirotechnicznymi.

## Historia
Pierwsza edycja eventu odbyła się 18 lutego 2006 roku w T-Mobile Arena. W tym samym roku odbyły się jeszcze dwie edycje tej imprezy. Czwarta edycja została zorganizowana 2 listopada 2007 roku w Sazka Arena (obecnie o2 Arena), gdzie impreza odbywa się do dzisiaj.

## Artyści
Na Transmission wystąpiło do tej pory wielu artystów grających wiele odmian muzyki trance, od uplifting trance do tech trance, między innymi: Ferry Corsten, Armin van Buuren, Markus Schulz, Marco V, ATB, Rank 1, Above & Beyond, Gareth Emery oraz Sander van Doorn, Aly & Fila, Bryan Kearney, Vini Vici.